# Ferenczi János (labdarúgó, 1991)
Ferenczi János (Debrecen, 1991. április 3.) kétszeres magyar válogatott labdarúgó, jelenleg a román élvonalbeli Csíkszereda játékosa.
Pályafutása elején a Debreceni VSC különböző utánpótlás-csapataiban játszott. 20 évesen az NB I-es, 5-szörös bajnokcsapat DVSC-Tevában mutatkozott be.

## Pályafutása

### Klubcsapatokban

#### Első felnőtt szezon
Ferenczi János a Debreceni VSC utánpótlás-csapatai után a DVSC fiókcsapatában az NB III-as Létavértes csapatában lépett először felnőtt bajnoki mérkőzésen pályára. Ez a 2009–2010-es szezon volt. Ez 18-19 éves korában történt. A szezon végén ő lett az NB III Tisza csoportjának gólkirálya.

#### Az első profi éve
A 2010–2011-es szezonban már a DVSC második csapatának keretéhez tartozott, az NB II-es DVSC-DEAC-hoz. Itt a szezon második fordulójában (2010. augusztus 22.) lejátszotta első felnőtt NB II-es mérkőzését a Mezőkövesd ellen. 73 percet volt pályán. A későbbi mérkőzéseken a második csapat alapembere volt. Balhátvédként, vagy balszélsőként szerepelt a mérkőzéseken.

#### Az első keretnél, és a sérülések
A DVSC-DEAC keretéhez is csak 1 évig tartozott, mivel 2011 nyarán a DVSC első csapatához rendelte Kondás Elemér vezetőedző és az első keretnél maradt. A szezon első bajnoki fordulójában (2011. július 15.) a Vasas elleni mérkőzésen a 67. percben be is állt. Egy felkészülési mérkőzésen, a román Victoria Brănești ellen (ahol azok kaptak lehetőséget akik a bajnokin csereként álltak be, vagy egyáltalán nem jutottak lehetőséghez) elszakadt a belső oldalszalagja és 3 hónapos kényszerpihenő következett. Az őszi szezon utolsó mérkőzésén pályára lépett a Zalaegerszegi TE elleni mérkőzésen. 
Következett a 2011-es téli felkészülés, amikor már az utolsó felkészülési meccsek zajlottak a csapatnál. Ekkor meghívták másodszor is az U-21-es válogatottba (az első meghívásnak a nyári Victoria Brănești elleni edzőmeccsen elszenvedett sérülés miatt nem tudott eleget tenni). 2012 januárjában újra meghívták, de megint megsérült (egy edzőmérkőzésen, a Tatran Prešov ellen elszakadt a jobb bokájában a szalag), ami miatt megint nem tudott ott lenni az U-21-es válogatott keretében.

#### Csíkszereda
2025. június 20-án bejelentették, hogy az első élvonalbeli szezonjára készülő  Csíkszeredához igazolt.

### A válogatottban
2019-ben meghívót kapott Marco Rossi szövetségi kapitánytól a június 8-i és június 11-i Azerbajdzsán és Wales elleni mérkőzésekre készülő felnőtt válogatott bő keretébe. A 2022-2023-as szezonban is alapembere a DVSC csapatának, teljesítményére pedig a magyar válogatottnál is felfigyeltek: Marco Rossi meghívta a nemzeti együttesbe a 2023. márciusi mérkőzésekre (március 23.: Észtország, március 27.: Bulgária).

## Statisztika

### Klubcsapatokban
2025. augusztus 17-i állapot szerint.
| Klub             | Szezon         | Bajnokság      | Bajnokság | Bajnokság | Kupa  | Kupa  | Ligakupa | Ligakupa | Nemzetközi | Nemzetközi | Összesen | Összesen |
| Klub             | Szezon         | Liga           | Mérk.     | Gólok     | Mérk. | Gólok | Mérk.    | Gólok    | Mérk.      | Gólok      | Mérk.    | Gólok    |
| ---------------- | -------------- | -------------- | --------- | --------- | ----- | ----- | -------- | -------- | ---------- | ---------- | -------- | -------- |
| Debreceni VSC    | 2011–12        | NB I           | 2         | 0         | 1     | 0     | 4        | 3        | —          | —          | 7        | 3        |
| Debreceni VSC    | 2012–13        | NB I           | 14        | 0         | 5     | 2     | 2        | 1        | —          | —          | 21       | 3        |
| Debreceni VSC    | 2013–14        | NB I           | 6         | 1         | 6     | 0     | 12       | 1        | 1          | 0          | 25       | 2        |
| Debreceni VSC    | 2014–15        | NB I           | 7         | 1         | 2     | 0     | 7        | 2        | 1          | 0          | 17       | 3        |
| Debreceni VSC    | 2015–16        | NB I           | 14        | 0         | 5     | 1     | —        | —        | 0          | 0          | 19       | 1        |
| Debreceni VSC    | 2016–17        | NB I           | 24        | 3         | 1     | 0     | —        | —        | 4          | 0          | 29       | 3        |
| Debreceni VSC    | 2017–18        | NB I           | 23        | 1         | 2     | 0     | —        | —        | —          | —          | 25       | 1        |
| Debreceni VSC    | 2018–19        | NB I           | 25        | 2         | 2     | 0     | —        | —        | —          | —          | 27       | 2        |
| Debreceni VSC    | 2019–20        | NB I           | 32        | 0         | 1     | 0     | —        | —        | 4          | 0          | 37       | 0        |
| Debreceni VSC    | 2020–21        | NB II          | 29        | 1         | 5     | 0     | —        | —        | —          | —          | 34       | 1        |
| Debreceni VSC    | 2021–22        | NB I           | 30        | 2         | 2     | 0     | —        | —        | —          | —          | 32       | 2        |
| Debreceni VSC    | 2022–23        | NB I           | 29        | 0         | 3     | 2     | —        | —        | —          | —          | 32       | 2        |
| Debreceni VSC    | 2023–24        | NB I           | 27        | 0         | 3     | 0     | —        | —        | 1          | 0          | 31       | 0        |
| Debreceni VSC    | 2024–25        | NB I           | 21        | 1         | 2     | 0     | —        | —        | —          | —          | 23       | 1        |
| Debreceni VSC    | Összesen       | Összesen       | 283       | 12        | 40    | 5     | 25       | 7        | 11         | 0          | 359      | 24       |
| Debreceni VSC II | 2008–09        | NB II          | 1         | 0         | —     | —     | —        | —        | —          | —          | 1        | 0        |
| Debreceni VSC II | 2010–11        | NB II          | 23        | 0         | —     | —     | —        | —        | —          | —          | 23       | 0        |
| Debreceni VSC II | 2011–12        | NB II          | 9         | 3         | —     | —     | —        | —        | —          | —          | 9        | 3        |
| Debreceni VSC II | 2012–13        | NB II          | 14        | 6         | —     | —     | —        | —        | —          | —          | 14       | 6        |
| Debreceni VSC II | 2013–14        | NB III         | 8         | 3         | —     | —     | —        | —        | —          | —          | 8        | 3        |
| Debreceni VSC II | 2014–15        | NB III         | 10        | 7         | —     | —     | —        | —        | —          | —          | 10       | 7        |
| Debreceni VSC II | 2015–16        | NB III         | 7         | 0         | —     | —     | —        | —        | —          | —          | 7        | 0        |
| Debreceni VSC II | 2016–17        | NB III         | 5         | 3         | —     | —     | —        | —        | —          | —          | 5        | 3        |
| Debreceni VSC II | 2020–21        | NB III         | 1         | 0         | —     | —     | —        | —        | —          | —          | 1        | 0        |
| Debreceni VSC II | Összesen       | Összesen       | 78        | 22        | —     | —     | —        | —        | —          | —          | 78       | 22       |
| Csíkszereda      | 2025–26        | Liga I         | 5         | 0         | —     | —     | —        | —        | —          | —          | 5        | 0        |
| Teljes karrier   | Teljes karrier | Teljes karrier | 366       | 34        | 40    | 5     | 25       | 7        | 11         | 0          | 442      | 46       |

### A válogatottban
| Magyarország | Magyarország | Magyarország |
| Év           | Mérk.        | Gólok        |
| ------------ | ------------ | ------------ |
| 2019         | 1            | 0            |
| 2023         | 1            | 0            |
| Összesen     | 2            | 0            |

### Mérkőzései a válogatottban
| Magyarország | Magyarország        | Magyarország                  | Magyarország | Magyarország | Magyarország | Magyarország | Magyarország | Magyarország |
| #            | Dátum               | Helyszín                      | Hazai        | Eredmény     | Vendég       | Kiírás       | Gólok        | Esemény      |
| ------------ | ------------------- | ----------------------------- | ------------ | ------------ | ------------ | ------------ | ------------ | ------------ |
| 1.           | 2019. szeptember 5. | Podgorica, Podgoricai Stadion | Montenegró   | 2 – 1        | Magyarország | barátságos   | -            | 61'          |
| 2.           | 2023. június 20.    | Budapest, Puskás Aréna        | Magyarország | 2 – 0        | Litvánia     | Eb-selejtező | -            | 79'          |
|              | Összesen            |                               |              | 2            | mérkőzés     |              | 0            | gól          |

## Sikerei, díjai
Debreceni VSC
- Magyar bajnokság (2): 2011–12, 2013–14
- Magyar kupa (2): 2011–12, 2012–13